# المؤتمر الوزراي لمنظمة التجارة العالمية في 1998
المؤتمر الوزراي لمنظمة التجارة العالمية الثاني أقيم بجنيف، سويسرا بين 18 و20 مايو 1998.